# Dez Fafara

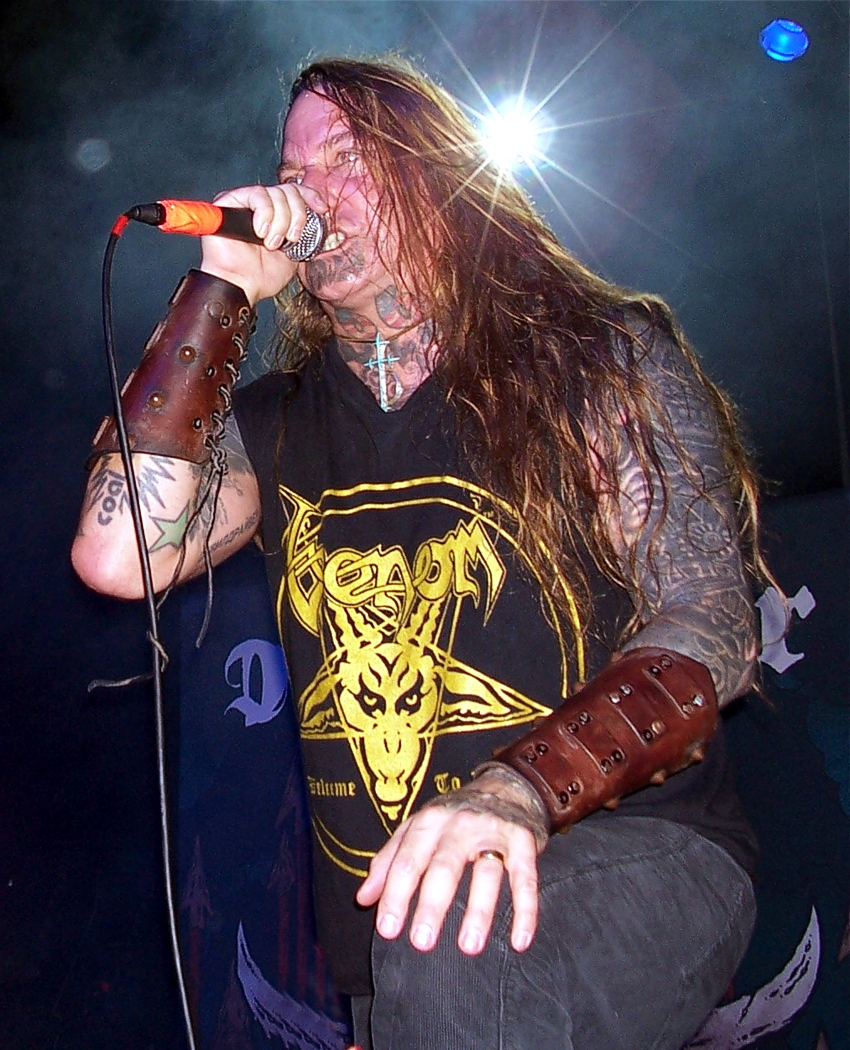
Fafara live im Jahr 2009

Bradley James „Dez“ Fafara (* 12. Mai 1966 in Santa Barbara) ist ein US-amerikanischer Metal-Sänger. Nach seiner Zeit bei der Musikgruppe She’s in Pain ab 1992 wurde Fafara als Sänger der gegen Ende der 1990er populären Nu-Metal-Band Coal Chamber bekannt, seit 2002 ist er Frontmann bei DevilDriver.

## Leben
Fafara ist italienischer Abstammung. Er wird schon seit seiner Jugend kurz „Dez“ gerufen, angelehnt an seinen Lieblingssänger Dez Cadena (Black Flag, Misfits). Fafaras Vater Lucas „Tiger“ Fafara II (* 1945) war ein Kinderschauspieler in der Sitcom Leave It To Beaver, die im deutschsprachigen Raum unter dem Titel Erwachsen müßte man sein lief.
Fafara ist verheiratet und hat mit seiner Frau insgesamt drei Söhne. Während seine Frau auf dem Cover des zweiten Coal-Chamber-Albums Chamber Music zu sehen ist, haben die Söhne einen Auftritt im Musikvideo zu DevilDrivers Clouds Over California. Fafara widmete mit Tyler’s Song (Coal Chamber, 1999) seinem ältesten Sohn einen Song. Tyler ist auch auf Tirades Of Truth (DevilDriver, 2007) zu hören.

## Musikalisches Werk

### Coal Chamber
Mit Coal Chamber veröffentlichte Fafara vier Studioalben. Nach den drei Alben Coal Chamber (1997), Chamber Music (1999) und Dark Days (2002) erschienen eine Raritäten-, Demo- und Remixsammlung unter dem Titel Giving The Devil His Due (2003), eine Best-of-Kompilation (2004) sowie eine Wiederauflage des Debüts zum 25-jährigen Jubiläum des Musiklabels Roadrunner Records. Danach wurde es still um Coal Chamber, bis sich die Band 2011 reformierte. 2015 erschien mit Rivals das vierte Album von Coal Chamber.

### DevilDriver

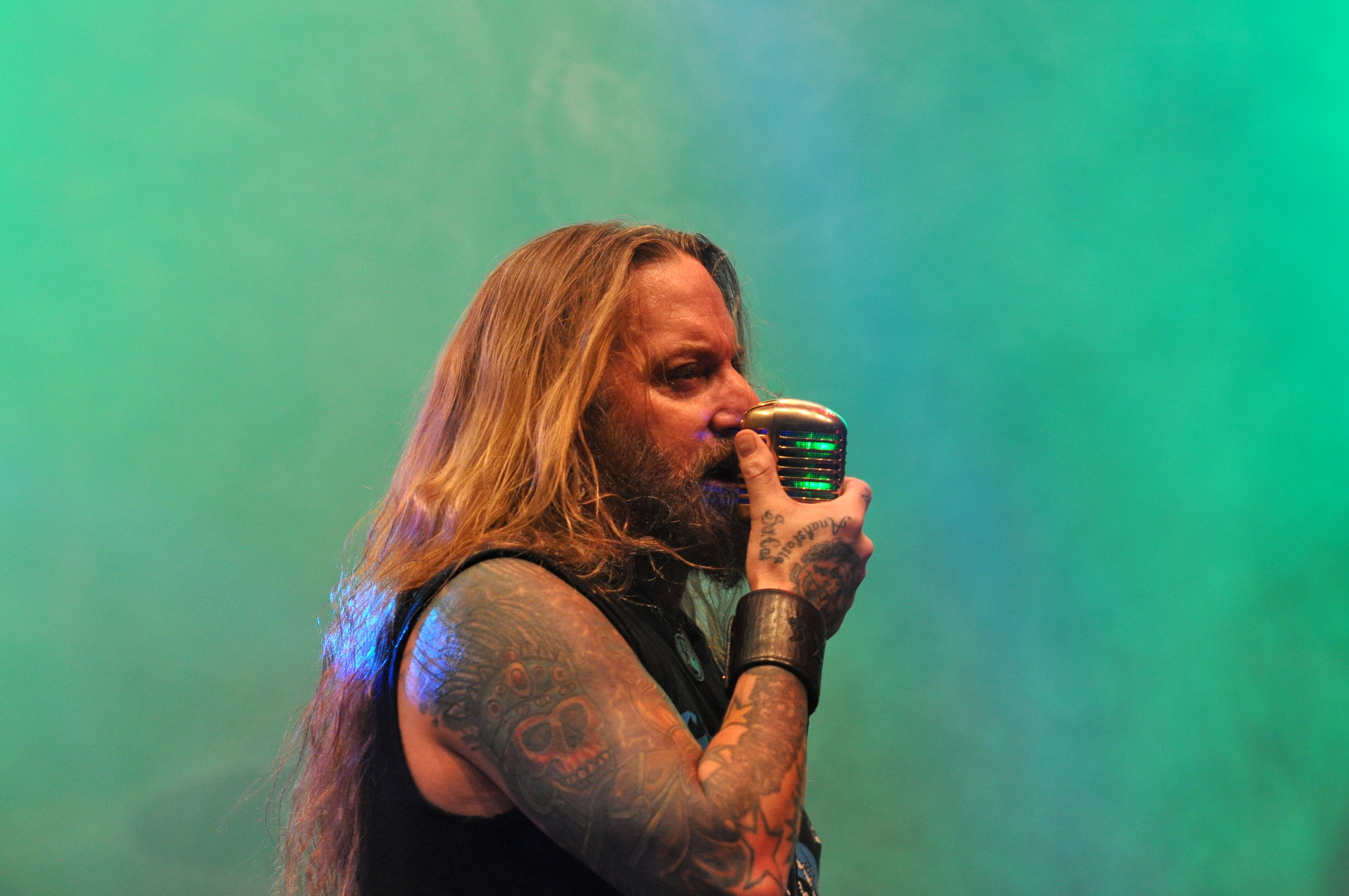
Dez Fafara mit DevilDriver beim Paaspop 2014

Ab 2003 spielte Fafara mit DevilDriver neun Studioalben ein. Neben DevilDriver (2003), The Fury Of Our Maker’s Hand (2005), The Last Kind Words (2007), Pray For Villains (2009), Beast (2011), Winter Kills (2013), Trust No One (2016), Outlaws 'Til The End (2018) und Dealing With Demons Vol. I (2020) erschien zusätzlich in Großbritannien die EP Head On To Heartache (2008).

### Kollaborationen
Daneben arbeitete Fafara an über einem Dutzend Soundtracks, darunter auch an der mit Gold ausgezeichneten CD zum Horrorfilm Scream 3. Fafara war zudem an verschiedenen anderen Kollaborationen mit namhaften Künstlern beteiligt, zum Beispiel mit Ozzy Osbourne (für eine Coverversion von Peter Gabriels Shock The Monkey), Dino Cazares (im Rahmen des Roadrunner-United-Projekts), Nikki Sixx (beim Song Where is God Tonight?) und Phil Anselmo (in dessen Nebenprojekt Viking Crown).